# Med- och moturs

Visuellt exempel på med- och moturs.

Medurs eller högervarv är den rotationsriktning som visarna på en urtavla rör sig i. Det motsatta hållet är moturs eller vänstervarv.
Termerna med- och motsols är inte entydiga. Det beror på om man betraktar solen från norra eller södra halvklotet. Eftersom de flesta människor bor på norra halvklotet är det riktningen på solens vandring över himlavalvet där som är den vanligaste uppfattningen om vad medsols är, det vill säga samma riktning som medurs. 
Med- och motsols är särskilt förvillande mellan vändkretsarna (ungefär +/- 22,5 grader latitud). Där rör sig solen ibland medurs, ibland moturs, beroende på tiden på året. 
Vid och mellan vändkretsarna kan man dessutom uppleva att solen går rakt över himlavalvet och står rakt upp, i zenit, mitt på dagen.

## Exempel på roterande processer

### Processer som rör sig medurs
- Turordningen i de flesta sällskapsspel, bland annat kortspel.
- Spelriktningen i krocket.
- Högergängade skruvar skruvas i medurs.
- De flesta racerbanor, i till exempel formel 1.
- Visarna på ett ur.
- En buddhistisk pilgrimsrit Kora (ritual)(en)

### Processer som rör sig moturs
- Högerhandsregeln
- Många bansporter:
  - Hästkapplöpning
  - Speedway
  - Löpgrenarna i friidrott
- Körriktningen i en cirkulationsplats i länder med högertrafik är moturs.
- Ofta dansriktningen i pardans och ringdans. Själva snurrandet av ett danspar varieras medurs eller moturs efter den förandes val. När vid ringdans flera koncentriska ringar bildas, kan dansriktningen vara åt motsatt håll mellan närliggande ringar. Detta är ofta en förutsättning i många ringlekar, där partnerbyte ingår som ett moment.
- Den rituella vandringen runt Kaba (tawaf) inom islam.